# もしトラ
もしトラは、2024年アメリカ合衆国大統領選挙を控える時期に用いられた「もしもトランプ（前大統領）が再当選したら」という意味のメディア用語。対義語はカマラ・ハリスが当選した場合を想定する「もしハリ」。

## 概要
もし2024年アメリカ合衆国大統領選挙でドナルド・トランプが当選したらどうなるかという意味で用いられている。『もし高校野球の女子マネージャーがドラッカーの『マネジメント』を読んだら』が略されて『もしドラ』と言われていたように用いられている。もしドラでは、課題を抱える野球部にピーター・ドラッカーが待望の知恵を与えてくれたという話であったが、もしトラはもしドラの場合とは正反対の意味で用いられている場合が多い。トランプに関する報道でもしトラが用いられている場合、その報道はトランプに対してはネガティブな報道である場合が多い。ジョー・バイデンの劣勢によりトランプの当選する可能性が高まり、「もし」よりも「確定的」になったため、「確トラ」という用語も使われ始めた。
2024年4月6日のワシントン・ポストでは、2024年アメリカ合衆国選挙が日本で軽いパニックを起こす流行語を生み出したという記事が掲載された。ここでは、米国第一主義のトランプが大統領に返り咲く可能性に世界が注目する中で、日本ではこの「もしトラ」という言葉がトランプが大統領になることへの不安が凝縮されているとされた。同記事では更にトランプが当選する確度が高い「ほぼトラ」や「まじトラ」や、上述の「確トラ」という言葉も日本で流行っていると掲載された。

## 「もしトラ」で想定される事態

### 台湾問題
2024年1月26日の日本ビジネスプレスの記事では現在に急上昇中のキーワードである「もしトラ」という言葉の紹介と共に、トランプが大統領になったならばトランプは台湾には思い入れは無いことから台湾放棄をして、まず台湾が自国を守るために秘密裏に続けてきた核兵器の開発を再開して核保有をして、続いて韓国や日本までも次々と連鎖的に核保有するようになる危機を述べている。もし中国が台湾有事を起こしても米国は直接介入しない代わりに中国に米国製品を大量に購入させて米国の貿易赤字を減らすことにするだろうと述べている。

### 朝鮮半島問題
2024年3月23日の東洋経済の記事では「もしトラ」という言葉が用いられた上で、もしトランプが大統領になったならば、北朝鮮が直接日本を攻撃をする危険性が述べられる。2024年1月に金正恩が韓国は敵国であると発言したことからも韓国で有事が発生する可能性があり、そこから日本へまでも影響を与える可能性を述べる。中西輝政は朝鮮半島を分断する38度線が対馬海峡にまでも南下するということを想定している。山県有朋意見書での朝鮮半島の焼き直しと見て取ることができると述べる。

### ウクライナ戦争
2024年3月24日の池上彰の記事では、2022年ロシアのウクライナ侵攻は、米国の代理戦争になっているということが述べられている。米国がウクライナに武器を供与しているのはウクライナを勝たせるためではなく米国の軍需産業を儲けさせるためとしている。ウクライナがロシアを攻撃できるようにするにしてもロシアから核兵器での報復をされない程度にして、ロシアからのウクライナへの攻撃が行われてもウクライナを負けさせない程度に支援をしている。この状態が続いているのであるが「もしトラ」であるトランプが大統領になったならば、トランプ自身が発言しているウクライナ戦争を1日で終わらせて見せると言っている通りになるとする。これは米国はウクライナへの支援を一切止めて、米国からの支援が無くなればウクライナはロシアを相手に戦うことは不可能になり、こうなったならば米国はウクライナがロシアに降伏することを勧告するという形で戦争を終わらせると述べている。
同年7月10日に北大西洋条約機構首脳会議出席のため米ワシントンを訪れたウクライナのゼレンスキー大統領が、連邦議会で民主、共和両党の議員と会談した際にも、「トランプ氏の返り咲きに備えて米議会との関係強化を図る狙いがある」との指摘がなされた。

## 選挙結果
11月5日より大統領選挙の投開票が始まり、翌6日にドナルド・トランプの当選確実が報じられたことで、「もしトラ」が現実のものとなった。